# Dren, Kostel
Dren je naselje v Občini Kostel.